# Брестак
Брестак (болг. Брестак) — село в Болгарии. Находится в Варненской области, входит в общину Вылчи-Дол. Население составляет 1036 человек. До 1934 его название было Караагач ("Тёмное дерево").

## Политическая ситуация
В местном кметстве Брестак, в состав которого входит Брестак, должность кмета (старосты) исполняет Колю Калев Краев (Зелёные) по результатам выборов.
Кмет (мэр) общины Вылчи-Дол — Веселин Янчев Василев (независимый) по результатам выборов.